# Contea di Baltimora
La contea di Baltimora, in inglese Baltimore County, è una contea dello Stato del Maryland, negli Stati Uniti. La popolazione al censimento del 2000 era di 754 292 abitanti. La contea non comprende la città di Baltimora. Nonostante la rilevante popolazione, non è divisa in comuni. La sede di contea è Towson.

## Geografia
Il confine sud e ovest è dato dal fiume Patapsco, mentre a est la contea si affaccia sulla baia di Chesapeake. La parte settentrionale è prettamente rurale, mentre a sud la contea abbraccia la città di Baltimora.

### Contee confinanti
- Contea di York (Pennsylvania) - nord
- Contea di Harford - est
- Contea di Kent - sud-est
- Baltimora - sud
- Contea di Anne Arundel - sud
- Contea di Howard - sud-ovest
- Contea di Carroll - ovest

## Storia
La contea fu creata nel 1659 e deve il suo nome a Cecil Calvert, II barone di Baltimora.

## Comuni
La contea non ha cities né towns.

### Census-designated places
| Arbutus Baltimore Highlands Bowleys Quarters Carney Catonsville Cockeysville Dundalk Edgemere Essex Garrison Hampton | Kingsville Lansdowne Lochearn Lutherville Mays Chapel Middle River Milford Mill Overlea Owings Mills Parkville | Perry Hall Pikesville Randallstown Reisterstown Rosedale Rossville Timonium Towson (capoluogo) White Marsh Woodlawn |